# Mella (F-451)
La Mella (F-451), inicialmente Presidente Trujillo, fue una fragata clase River de la Armada Dominicana originalmente construida en 1944 para la Marina Real Canadiense, en cuyas filas sirvió brevemente como HMCS Carlplace (K 664).
Fue construida por Davie Shipbuilding and Repairing Co. Ltd. de Canadá en 1944. Tenía un desplazamiento de 1440 t pudiendo alcanzar las 2125 t con carga plena. Tenía una eslora de 91,9 m, una manga de 11,2 m y un calado de 3,7 m. Su armamento consistía en un cañón de 100 mm de calibre, uno de 40 mm y otros cuatro de 20 mm.
Fue adquirida por la República Dominicana en 1946 y modificada como yate presidencial. Al incorporarla, la Armada Dominicana la bautizó Presidente Trujillo —por el dictador Rafael Leónidas Trujillo—, pero en 1962 fue renombrada como Mella.